# Василий (Семенюк)
Василий Петрович Семенюк (укр. Василь Петрович Семенюк) — украинский церковный деятель, митрополит-эмерит Тернопольско-Зборовский

## Биография
Родился 2 августа 1949 года в селе Дора. Отец Петр участник Великой отечественной войны воевал на Белорусских фронтах. С 1969 по 1974 год учился в так называемой подпольной семинарии. 22 декабря 1974 года епископ Владимир (Стернюк) высвятил на священики. В 1975 года стал ректором подпольной семинарии. В 1990 г. призначем ректором Тернопольской семинарии имени Иосифа Слепого.
10 февраля 2004 года Иван-Павел назначел Василия Семенюка епископом-помощником Тернопольско-Зборовским
3 апреля 2004 года состоялась архиерейская хиротония.
С 19 октября 2006 года правлящий архиерей Тернопольско-Зборовский
В 2024 году отрекся от престола, поблагословил приемника Теодора Мартынюка.